# Lukoil Baltija
Lukoil Baltija ist gemessen an der Mitarbeiterzahl das viertgrößte Energieunternehmen und ein Tankstellenbetreiber in Litauen.  Es gehört dem russischen Konzern "Lukoil". Das Unternehmen hat eine Filiale in der Hauptstadt Vilnius (Lukoil Baltija Vilniaus filialas), eine andere in der Mittelstadt Kėdainiai (Kėdainių Kuro Bazė, UAB LUKOIL BALTIJA filialas). Es gibt eine Gewerkschaft (Lukoil Baltija Darbuotojų Profesinė Sąjunga) mit dem Sitz in Šeškinė (Vilnius) und einen Mitarbeiter-Sport-Club (Lukoil Baltija darbuotojų sporto klubas, Montuotojų g. 2, LT-89101 Mažeikiai).

## Geschichte
Im November 1992 wurde das Unternehmen gegründet, und 1994 die ersten Tankstellen eröffnet. Das Tankstellennetz wurde außerhalb Litauens auch auf Lettland und Estland mit einzelnen Tankstellen auch in Finnland und Polen ausgedehnt. 2012 erzielte man einen Umsatz von 2,5 Mrd. Litas, dies sind umgerechnet 724 Mio. Euro. Im Jahr 2011 beschäftigte Lukoil Baltija 1153 Mitarbeiter. 2015 verkaufte Lukoil seine 37 Tankstellen in Estland an die Firma Aqua Marina, ein Unternehmen des estnischen Olerex-Konzerns. Zum Jahreswechsel 2015–2016 gab Lukoil bekannt, dass die 230 Tankstellen in Lettland, Litauen und Polen an die österreichische Firma AMIC Energy Management verkauft werden.